# Ultraman Orb
Ultraman Orb (ウルトラマンオーブ Urutoraman Ōbu) là một bộ phim tokusatsu được sản xuất bởi Tsuburaya Productions và phát sóng trên TV Tokyo. Đây là bộ phim thứ 28 của Ultra Series.

## Nội dung
Rất lâu trước đây, Trái đất đang trên bờ vực diệt vong sau khi Chúa tể Quái vật tàn phá, nhưng những con quái vật đã bị phong ấn bởi các Ultraman.
Những con quái vật này đã bị Jugglus Juggler giải thoát và các vụ tấn công bắt đầu xuất hiện ở Nhật Bản. Trong cuộc tấn công của Maga-Basser, Gai đã xuất hiện và cứu Naomi - thủ lĩnh của trang web huyền bí SSP và bắt đầu sứ mệnh ngăn chặn sự phục sinh của Chúa tể Quái vật. Những người khác không biết Gai chính là Ultraman Orb, một chiến binh ánh sáng, người mượn sức mạnh của các Ultra Warriors trong quá khứ khi mất hình dạng ban đầu để chiến đấu chống lại các cuộc tấn công của quái vật trong khi đối mặt với Juggler, đồng minh ban đầu của anh ta nhưng trở thành kẻ thù sau khi bị từ chối lựa chọn cho sức mạnh của Orb.